# Slaxx
Slaxx es una película canadiense de comedia y terror del año 2020, dirigida por Elza Kephart, quien también coescribió el guion junto a Patricia Gomez. La película es producida por Patricia Gomez en colaboración con Anne-Marie Gélinas, y tiene como protagonista a Romane Denis, quien interpreta a una cajera en una tienda de ropa. La trama se desarrolla cuando ella y sus colegas se ven atormentados por un par de jeans poseídos.
Slaxx fue estrenada en formato digital como parte del Festival Internacional de Cine Fantasia en agosto de 2020. Originalmente, la película tenía programado su estreno en cines en Canadá para el 26 de agosto de 2020. Shudder adquirió los derechos de transmisión de la película para su debut en el año 2021.

## Argumento
Libby McClean, una adolescente con ideales, comienza su primer día laboral en la tienda de moda "Canadian Cotton Clothiers". Allí, junto al gerente de la tienda, Craig, se encuentra con varios empleados descontentos y centrados en sí mismos, entre los que se incluyen Shruti, Hunter, Jemma y Lord. Durante su jornada, el fundador de la empresa, Harold Landsgrove, hace una breve visita y pronuncia un discurso lleno de entusiasmo a los empleados, quienes están preparándose para el muy anticipado lanzamiento de los "Super Shapers", jeans de diseñador con la capacidad de adaptarse a cualquier tipo de cuerpo.
Jemma roba un par de jeans de un almacén, pero estos se ajustan con tanta fuerza a su cintura que se parten por la mitad. Craig envía a Hunter a buscar a Jemma, y mientras busca, Hunter encuentra los jeans y queda fascinada por ellos. Intenta ponérselos, pero los jeans se retuercen, causando que caiga y su cabeza quede empalada en un gancho para ropa. Posteriormente, Craig envía a Libby a buscar tanto a Jemma como a Hunter. En su búsqueda, Libby descubre el cuerpo destrozado de Jemma y rápidamente alerta a Craig. Preocupado por las posibles complicaciones que la policía o los medios podrían causar en su oportunidad de ascenso, Craig persuade a Libby de mantener en secreto la muerte de Jemma, argumentando que están atrapados en la tienda durante la noche y que la nueva línea de productos será lanzada de todos modos. En otra instancia, Lord encuentra los jeans, pero la cremallera de estos corta varias partes de su cuerpo. De manera extraña, la cintura de los jeans toma la forma de una boca y muerde a Lord hasta causarle la muerte. Después de hallar a Lord en forma de desmembrado, Libby insiste en llamar a la policía. Sin embargo, Craig decide tomar medidas drásticas y deja inconsciente a Libby para evitar que siga interfiriendo.
La bloguera de moda e influyente de las redes sociales, Peyton Jewels, llega acompañada de un pequeño equipo para filmar una muestra anticipada de los jeans. Frente a la cámara, los jeans estrangulan a Peyton y luego causan caos, resultando en la muerte de todos los presentes en la tienda, a excepción de Shruti. La situación se vuelve evidente para Craig cuando observa que los jeans están lamiendo sangre del suelo. A pesar del peligro, Craig intenta advertir a Barb Lubotski, la arrogante experta en relaciones públicas, pero finalmente permite que los jeans la maten después de que lo insultara.
Mientras tanto, Libby se recupera de su inconsciencia. Durante su exploración, encuentra la cámara caída de Peyton, que contiene imágenes de los asesinatos ocurridos. Libby muestra el inquietante video a Shruti. Al observar el video, se da cuenta de que los jeans podrían haber matado a Shruti también, pero no lo hicieron debido a que ella estaba cantando una canción de Bollywood. Libby y Shruti llevan la cámara a Craig, quien sigue intentando minimizar la situación y evitar reconocer la verdadera naturaleza aterradora de los jeans.
Los jeans toman vida sobre un maniquí que les da forma humana. Al notar una posible conexión con la India, Libby solicita a Shruti que hable en hindi con los jeans. Utilizando sangre para escribir en una pared, los jeans revelan que están poseídos por el espíritu de Keerat, un niño trabajador de 13 años que murió trágicamente en un campo experimental de algodón indio utilizado para producir los Super Shapers. Inspiradas por esta revelación, Libby y Shruti confrontan a Craig con enojo acerca de la verdad detrás de Keerat. Craig admite que la imagen supuestamente ética y humanitaria de Canadian Cotton Clothier es una farsa, y que en realidad la empresa explota talleres clandestinos y utiliza algodón modificado genéticamente.
Libby y Shruti entablan negociaciones para exponer públicamente la historia de Keerat a cambio de detener los asesinatos. Sin embargo, Craig, preocupado por el impacto que esto tendría en su ascenso a gerente regional y en la reputación de la empresa, interviene y ataca los pantalones con un extintor. A pesar de ello, Libby y Shruti descubren más pares de jeans poseídos, los cuales están consumiendo cadáveres.
En un estado de locura, Craig apuñala a Shruti en un intento de obtener la cámara que contiene las imágenes comprometedoras, pero se da cuenta de que la tarjeta de memoria ha desaparecido. Desesperado, Craig ataca a Libby y la estrangula mientras busca la tarjeta de memoria. En ese momento, una multitud de jeans poseídos se abalanza sobre Craig y lo devora hasta reducirlo a un esqueleto.
Libby logra recuperarse justo a tiempo para darse cuenta de que el cierre automático de la tienda está por activarse. Con determinación, intenta bloquear las puertas antes de que se cierren, pero una multitud de clientes ávidos entra en la tienda y la pisotean, causando su muerte en medio del caos. Los jeans, por su parte, continúan con una nueva ola de asesinatos masivos. La cámara en la que se encuentra la tarjeta de memoria finalmente se muestra en la mano de Libby, pero no queda claro si esta información se descubre antes de su trágico final.

## Reparto
- Romane Denis[1][9] como Libby McClean
- Brett Donahue[1][9] como Craig
- Sehar Bhojani[1][9] como Shruti
- Stephen Bogaert[1][9] como Harold Lansgrove
- Kenny Wong[1][9] como Señor
- Tianna Nori[1] como Barb Lubotski
- Hanneke Talbot[1] como Jemma
- Erica Anderson[9] como Peyton Joyas

## Recepción
En el sitio web de reseñas Rotten Tomatoes, Slaxx ha sido bien recibida por la crítica, con un índice de aprobación del 96% basado en 69 reseñas. La película ha sido elogiada por su equilibrio entre lo peculiar y el terror, logrando mantener la atención de la audiencia mientras explora su inusual premisa. Los críticos han elogiado la manera en que la película maneja la peculiaridad de la trama, al tiempo que incorpora elementos sangrientos de manera efectiva. La calificación promedio otorgada por los críticos es de 6.8/10. El consenso crítico resalta la habilidad de Slaxx para mantenerse coherente y entretenida, al tiempo que evita que su premisa única se deshilache o caiga en la incoherencia.
Peter Bradshaw de The Guardian le otorgó a Slaxx una puntuación de tres de cinco estrellas. En su reseña, describió la película como "Un entretenido ensartado de la política global oculta en la moda minorista". Bradshaw destacó cómo la película logra abordar temas relevantes sobre la industria de la moda y la explotación laboral a través de una trama peculiar y de terror, proporcionando una perspectiva única y entretenida.
David Gelmini de Dread Central le otorgó una puntuación de tres punto cinco de cinco estrellas. En su reseña, describió la película como una de las películas más memorables que se presentaron en el Festival de Cine London FrightFest en 2020. Gelmini elogió la originalidad de la premisa y la manera en que la película combina elementos de comedia y terror para abordar cuestiones más profundas relacionadas con la explotación laboral y la moda. Su reseña sugiere que Slaxx logra destacarse en el género del cine de terror de una manera distintiva y memorable.
Tomris Laffly de RogerEbert.com le otorgó una puntuación de dos punto cinco de cuatro estrellas en su reseña. Laffly mencionó que los espectadores podrían disfrutar de la película una vez que superen las peculiaridades y la premisa inusual. A pesar de esto, sugiere que hay momentos en los que la película podría haberse beneficiado de un enfoque más nítido en la construcción del suspenso y el terror. En general, la reseña sugiere que Slaxx ofrece un entretenimiento peculiar y distintivo, aunque con ciertas áreas que podrían haber sido más pulidas.